# Милютинская
Милю́тинская — станица в Ростовской области России. Административный центр Милютинского района и Милютинского сельского поселения.

## География
Станица Милютинская расположена в 270 км к северо-востоку от Ростова-на-Дону в пределах Доно-Донецкой равнины на правом берегу реки Гнилая.

## История
Станица Милютинская образована 17 марта 1876 года на свободных Войсковых землях, на основании постановления Военного совета. Была названа в честь  генерал-фельдмаршала, графа Дмитрия Алексеевича Милютина. 
По первой всеобщей переписи населения России 1897 года в станице Милютинской было 225 дворов, проживало 700 душ мужского и 696 женского пола. Из них грамотных — 320 мужчин и 104 женщины, в том числе среднее образование имели 3 мужчины и 1 женщина, высшее — 1 мужчина.
Из станицы Милютинской, «чтобы своими глазами убедиться, действительно ли существует при ЦИК казачий отдел, как он работает» — была послана делегация ходоков в Москву, к Ленину. Возглавил делегацию Я. Н. Лагутин. Увидеть В. И. Ленина ходокам не удалось, делегацию приняли руководители казачьей секции при ЦИК. Затем делегатов пригласили в Кремль, где они встретились с Я. М. Свердловым и Ф. Э. Дзержинским.
Вернувшись к себе в станицу, посланцы рассказали землякам обо всем увиденном, и в настроениях казачества наступил резкий перелом. Подавляющее большинство казаков Милютинской станицы встало на сторону революции.
С 1935 года — административный центр Милютинского района.

## Население
| 1959 | 1970  | 1979  | 1989  | 2002  | 2010  |
| ---- | ----- | ----- | ----- | ----- | ----- |
| 1081 | ↗1505 | ↗2165 | ↗2758 | ↘2747 | ↘2518 |

## Известные уроженцы
- Николай Мормуль (1933—2008) — советский контр-адмирал, начальник Технического управления Северного флота.

## Русская православная церковь
- Церковь Вознесения Господня[9].